# Oscar Norberg
Karl Oscar Norberg, född 15 februari 1882 i Kungsholms församling, Stockholm, död 25 december 1961 i Matteus församling, Stockholm, var en svensk press- och filmfotograf. 

## Filmfoto
- 1922 – Luffar-Petter
- 1927 – Fjeldeventyret